# Sicyonia trispinosa
Sicyonia trispinosa är en kräftdjursart som beskrevs av De Man 1907. Sicyonia trispinosa ingår i släktet Sicyonia och familjen Sicyoniidae. Inga underarter finns listade i Catalogue of Life.